# Maria Rondomańska

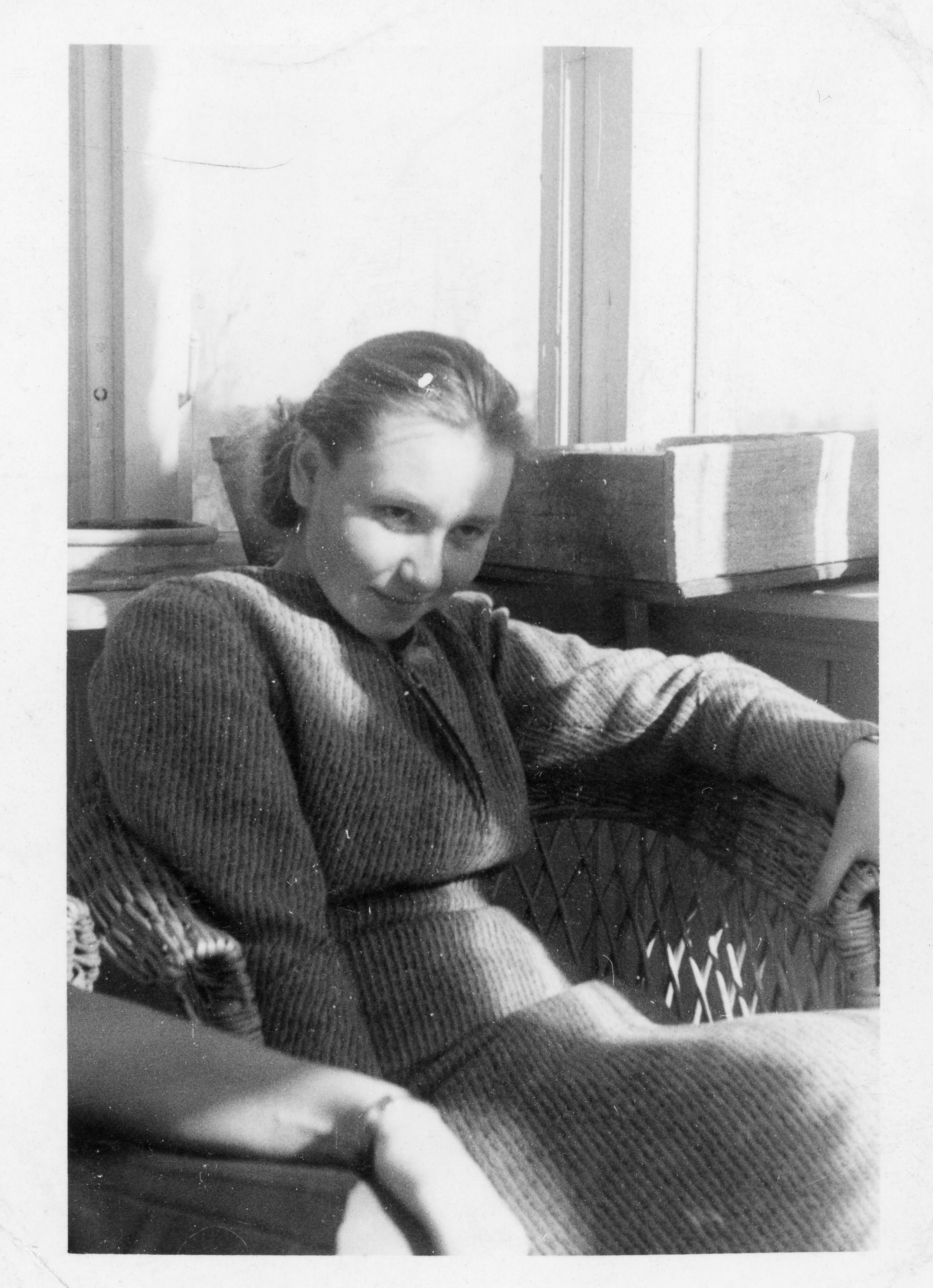
Maria Rondomańska w 1943 r

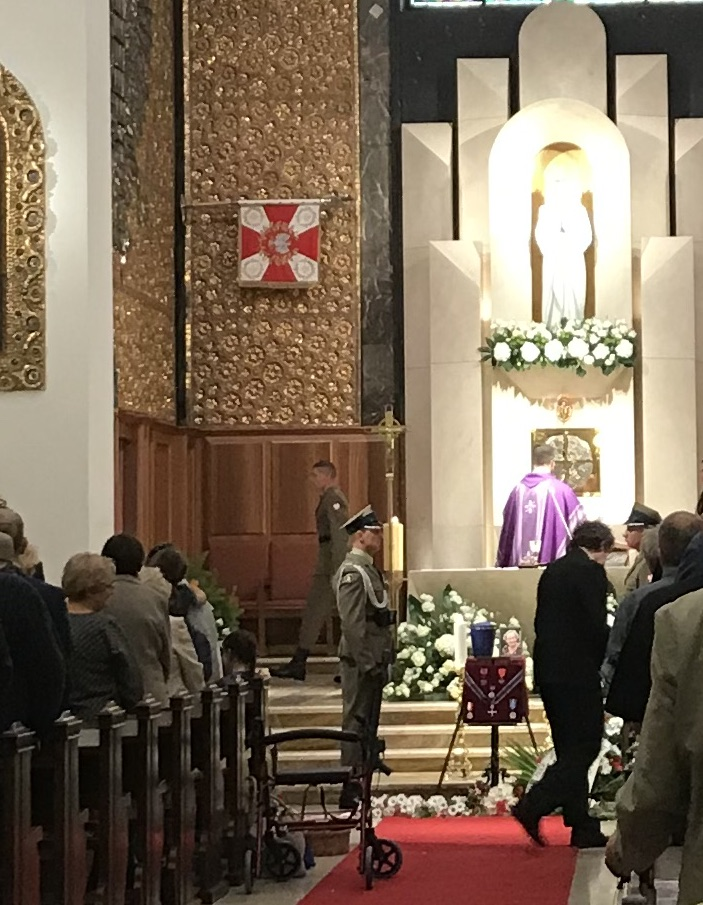
Nabożeństwo żałobne w katedrze polowej Wojska Polskiego 3 sierpnia 2019

Maria Maryla Rondomańska (ur. 24 października 1924 w Wilnie, zm. 26 października 2018 w Guirsch k. Arlon, Belgia) – sanitariuszka w powstaniu warszawskim, żołnierz dywizji generała Maczka, lekarka, działaczka Polonii belgijskiej.

## Życiorys
Urodziła się 24 października 1924 w Wilnie jako córka Stanisława Rondomańskiego (1897–1940) i Albiny z domu Peksza (1885–1978). Jej ojciec był lekarzem wojskowym w Korpusie Ochrony Pogranicza w Wilnie.
Uczęszczała do Gimnazjum im. Elizy Orzeszkowej w Wilnie. Przed wybuchem drugiej wojny światowej w 1939 roku znalazła się z rodzicami i młodszą siostrą w Warszawie, gdzie jej ojciec, major i lekarz, dostał posadę wykładowcy w Centrum Wyszkolenia Sanitarnego w Szpitalu Ujazdowskim. W czasie wojny dorabiała w okupowanej Warszawie pracą fizyczną, jednocześnie kontynuując naukę w tajnych kompletach w warszawskim Gimnazjum Królowej Jadwigi.
W czerwcu 1942 roku zdała podziemną maturę, a następnie przez dwa lata uczęszczała do szkoły medycznej dr Jana Zaorskiego. Jej matka pracowała w Radzie Głównej Opiekuńczej w Warszawie i działała w konspiracji w Armii Krajowej. Jej ojciec wziął udział w wojnie obronnej 1939 roku, dostał się do niewoli sowieckiej, został osadzony w obozie jenieckim w Kozielsku i w 1940 roku został wraz z innymi polskimi jeńcami z Kozielska zamordowany w Katyniu.
W konspiracji była kurierką, pomagała zaopatrywać członków ruchu oporu i osoby ukrywające się w nowe dokumenty. W powstaniu warszawskim była sanitariuszką w punkcie opatrunkowym przy Alejach Ujazdowskich.
Po upadku powstania warszawskiego została wywieziona do niemieckiego obozu jenieckiego Altengrabow (stalag XI A), następnie do obozu Oberlangen (stalag VI C) przy granicy z Holandią. Po wyzwoleniu obozu 12 kwietnia 1945 przez 1 Dywizję Pancerną gen. Stanisława Maczka była, w ostatnim miesiącu wojny, pielęgniarką w tej dywizji.
Po wojnie była na emigracji w Anglii, a potem w Belgii, gdzie po ukończeniu studiów medycznych na Wolnym Uniwersytecie Brukselskim była lekarzem domowym i anestezjologiem w klinikach w La Hestre i La Louvière.
Współpracowała z belgijskim Czerwonym Krzyżem, organizacjami Femmes Battues, Lekarze bez Granic, Restos du Cœur. Organizowała transporty humanitarne i była zaangażowana w pomoc dla opozycji w PRL. Była członkiem założycielem organizacji polonijnych „Lelewel ASBL”, „Solidarité européenne” i „Fundacji Polonia International”.
Od 11 października 1952 była zamężna z Konradem Edwardem Nagodą-Niklewiczem (1922–2012), tłumaczem, uczestnikiem powstania warszawskiego, kawalerem Orderu Virtuti Militari, z którym miała troje dzieci. Czwarte dziecko adoptowała.
W 2010 ambasada R.P. w Belgii i Rada Polonii Belgijskiej przyznała jej tytuł Polaka Roku 2009. W 2014 prezydent Bronisław Komorowski odznaczył ją w Brukseli Krzyżem z Mieczami Orderu Krzyża Niepodległości
Pod koniec życia mieszkała w Brukseli przy Alei Luizy 193. Zmarła 26 października 2018.
Urna z jej prochami została sprowadzona do Polski w związku z uroczystościami 75 rocznicy powstania warszawskiego i spoczęła w Panteonie Żołnierzy Polski Walczącej (kwatera D18 kolumb. lewe A-12-1) na Cmentarzu Wojskowym na Powązkach w Warszawie.